# Дворац Капетаново у Старом Лецу
Дворац Капетаново се налази у близини места Стари Лец, у општини Пландиште. Подигнут је 1904. године и представља заштићени споменик културе од великог значаја.
Грађевину која је име добила по последњем власнику Милану Капетанову, подигао је жупан Ботка Бела, као пољски дворац са однегованим пространим парком са фонтаном. Сама зграда је спратна, подужне основе, асиметрично распоређених маса изведена је у духу романтичарског историзма са елемената романике и готике.
На дужним странама зграде два висока степенаста забата издижу се изнад крова истичући централни ризалит и улазни трем. Забате фланкирају полигоналне украсне кулице. На источном забату је грб породице Ботка изведен у плиткој пластици, а на бочној страни је висока кула квадратне основе и назубљеног завршетка. Прозори приземља су благо залучени, а спратни имају оштро преломљен готски лук. Фасаде су глатко малтерисане, осим приземне зидане имитацијом сложених крупних камених квадера. Једноставни, истурени трем централног ризалита западне фасаде са четири ступца, преко приступне рампе и неколико степеница уводи у доминантан приземни централни хол спратне висине са дрвеним степеништем и галеријом. У приземљу су салон, библиотека, трпезарија, кухиња, а на спрату спаваће собе.
Делимично су изведени конзерваторски радови (грађевински 1987–1988).